# Caribbean Broadcasting Union
La Caribbean Broadcasting Union (CBU), fondata nel 1970, è un'associazione non-profit di enti radiotelevisivi pubblici e commerciali dei Caraibi. La sua segreteria si trova a Barbados.
Da metà anni ottanta CBU ha realizzato diversi programmi distribuiti e trasmessi regionalmente, tra i quali CaribScope, Caribbean Newsline, Caribbean News Review, Caribbean Business Weekly, Talk Caribbean, il Caribbean Song Festival e Riddim Express, nonché la rete di scambio notizie il tramite CaribVision. Lo scopo era quello di contribuire al nascente movimento di integrazione regionale. Questi programmi godettero di vasti ascolti, soprattutto CaribScope, una rubrica di arte e di servizi di interesse culturale e generale proposti dalle emittenti che ne facevano parte.
La presidenza dell'associazione è a rotazione tra i rappresentanti delle aziende radiotelevisive affiliate. Il 9 giugno 2000 le attività commerciali della CBU e della Caribbean News Agency sono state fuse nella Caribbean Media Corporation, anch'essa con sede a Barbados, che ha portato avanti l'attività di produzione televisiva iniziata dalla CBU.
Il mandato attuale della CBU comprende la facilitazione di alcuni servizi di emittenza, la rappresentanza e la formazione del personale delle emittenti che vi aderiscono a sostegno di una comunità caraibica unificata. Ogni anno nel mese di agosto si tiene un'assemblea generale in uno dei Paesi membri.

## Membri

### Effettivi
| Nazione                   | Gruppo televisivo                                         | Abbr. | Anno adesione |
| ------------------------- | --------------------------------------------------------- | ----- | ------------- |
| Anguilla                  | Radio Anguilla                                            |       |               |
| Aruba                     | Tele Aruba                                                |       |               |
| Antigua e Barbuda         | Antigua and Barbuda Broadcasting Service                  | ABS   |               |
| Bahamas                   | Broadcasting Corporation of the Bahamas                   |       |               |
| Barbados                  | Caribbean Broadcasting Corporation                        | CBC   |               |
| Belize                    | Broadcasting Corporation of Belize                        | BCB   |               |
| Belize                    | Great Belize Productions                                  |       |               |
| Bermuda                   | Bermuda Broadcasting Company                              | BBC   |               |
| Colombia                  | Teleislas                                                 |       | 2017          |
| Curaçao                   | TeleCuracao                                               |       |               |
| Dominica                  | Dominica Broadcasting                                     |       |               |
| Dominica                  | Marpin Television                                         |       |               |
| Grenada                   | Grenada Broadcasting Corporation                          |       |               |
| Guyana                    | National Communications Network                           | NCN   |               |
| Guyana                    | WRHM Television Service                                   |       |               |
| Guyana                    | Viera Communications                                      |       |               |
| Giamaica                  | CVM Television                                            |       |               |
| Giamaica                  | Jamaica Broadcasting Corporation                          | JBC   |               |
| Giamaica                  | Television Jamaica                                        |       |               |
| Montserrat                | Radio Montserrat                                          |       |               |
| Saint Kitts e Nevis       | ZIZ Broadcasting Corporation                              | ZBC   |               |
| Saint Lucia               | Cablevision                                               |       |               |
| Saint Lucia               | Helen Television System                                   |       |               |
| Saint Lucia               | Saint Lucia Broadcasting Corporation                      |       |               |
| Saint Vincent e Grenadine | Saint Vincent and the Grenadines Broadcasting Corporation |       |               |
| Suriname                  | Surinaamse Televisie Stichting                            |       |               |
| Suriname                  | ATV - Telesur                                             |       |               |
| Trinidad e Tobago         | AVM Television                                            |       |               |
| Trinidad e Tobago         | Caribbean Communication Network - TV 6                    |       |               |
| Trinidad e Tobago         | International Communication Network                       |       |               |
| Trinidad e Tobago         | Trinidad Broadcasting                                     |       |               |
| Turks e Caicos            | Radio Turks and Caicos                                    |       |               |

### Associati
| Nazione                   | Gruppo televisivo                                           | Abbr.   | Anno adesione |
| ------------------------- | ----------------------------------------------------------- | ------- | ------------- |
| Canada                    | Canadian Broadcasting Corporation                           | CBC     |               |
| Cuba                      | Instituto Cubano de Radio y Televisión                      |         |               |
| Francia                   | Société Nationale de Radio Télévision Française D'Outre-mer |         |               |
| Giamaica                  | Caribbean Institute of Media and Communication              | CARIMAC |               |
| Giamaica                  | The Creative Production & Training Centre Ltd.              |         |               |
| Giamaica                  | Independent Radio Co. Ltd.                                  |         |               |
| Giamaica                  | Radio Education Unit                                        |         |               |
| Paesi Bassi               | Radio Nederland Wereldomroep                                |         |               |
| Isole Vergini Britanniche | Department of Information and Public Relations              |         |               |
| Trinidad e Tobago         | Banyan Ltd.                                                 |         |               |
| Regno Unito               | British Broadcasting Corporation                            | BBC     |               |
| Stati Uniti               | Cable News Network                                          | CNN     |               |
| Stati Uniti               | National Association of Broadcasters                        |         |               |
| Stati Uniti               | Voice of America                                            |         |               |
| Isole Vergini Americane   | St. Thomas-St. John Cable Television                        |         |               |

### Affiliati e associati non membri
| Emittente                                          | Abbr. |
| -------------------------------------------------- | ----- |
| North American National Broadcasters Association   | NANBA |
| National Association of Broadcasters               | NAB   |
| World Broadcasting Unions                          | WBU   |
| Commonwealth Broadcasting Association              | CBA   |
| Caribbean News Agency                              | CANA  |
| Unione europea di radiodiffusione                  | UER   |
| Arab States Broadcasting Union                     | ASBU  |
| Asia-Pacific Broadcasting Union                    | ABU   |
| African Union of Broadcasting                      | URTNA |
| Organización de Telecomunicaciones de Iberoamérica | ITI   |
| Asociación Internacional de Radiodifusión          | AIR   |
| Canadian Association of Broadcasters               | CBA   |

## Passati presidenti della CBU
- 1999–2002: Stewart Krohn
- 1991–1999: Vic Fernandes
- 1987–1991: J.A. Lester Spaulding
- 1984–1987: Frits Pengel
- 1980–1984: Terrence Holder
- 1976–1980: Frits Pengel
- 1975–1976: Ron Sanders
- 1973–1975: Leo de Leon
- 1970–1973: Ray Smith